# Вест-Фейрлі (Вермонт)
Вест-Фейрлі (англ. West Fairlee) — місто (англ. town) в США, в окрузі Орандж штату Вермонт. Населення — 621 особа (2020).

## Демографія
Згідно з переписом 2010 року, у місті мешкали 652 особи в 275 домогосподарствах у складі 183 родин. Було 368 помешкань
Расовий склад населення:
| - 97,1 % — білих - 0,5 % — корінних американців - 0,2 % — чорних або афроамериканців - 0,2 % — азіатів |

До двох чи більше рас належало 1,4 %. Частка іспаномовних становила 0,8 % від усіх жителів.
За віковим діапазоном населення розподілялося таким чином: 22,5 % — особи молодші 18 років, 64,5 % — особи у віці 18—64 років, 13,0 % — особи у віці 65 років та старші. Медіана віку мешканця становила 41,8 року. На 100 осіб жіночої статі у місті припадало 100,6 чоловіків;  на 100 жінок у віці від 18 років та старших — 98,0 чоловіків також старших 18 років.
Середній дохід на одне домашнє господарство  становив 68 132 долари США (медіана — 52 727), а середній дохід на одну сім'ю — 87 855 доларів (медіана — 70 938). Медіана доходів становила 43 889 доларів для чоловіків та 34 688 доларів для жінок. За межею бідності перебувало 15,5 % осіб, у тому числі 28,2 % дітей у віці до 18 років та 6,2 % осіб у віці 65 років та старших.
Цивільне працевлаштоване населення становило 377 осіб. Основні галузі зайнятості: освіта, охорона здоров'я та соціальна допомога — 34,0 %, роздрібна торгівля — 10,9 %, будівництво — 10,9 %.